# Poliochne
Polioche (Grieks: Πολιόχνη) was een Griekse stad (Bronstijd) op het eiland Lemnos. Het werd ontdekt tijdens opgravingen van het Italiaanse Archeologische School van Griekenland en men vermoedt dat het een van de oudste steden in Europa zou zijn. Men neemt aan dat Troje haar belangrijkste handelsrivaal was. Deze rivaliteit zou tot de nedergang van Poliochne leidden rond 2000 v.Chr. Poliochne is bekend om haar voorzieningen voor publieke vergadering (dit is mogelijk een van de oudste bewijzen van een bestuur dat naar democratie neigt).

## Verder lezen
- Petlaz - Kalogeropoulos (edd.), art. Πολιόχνη, in el.Wikipedia.org (2005).